# 2022-es bulgáriai parlamenti választás

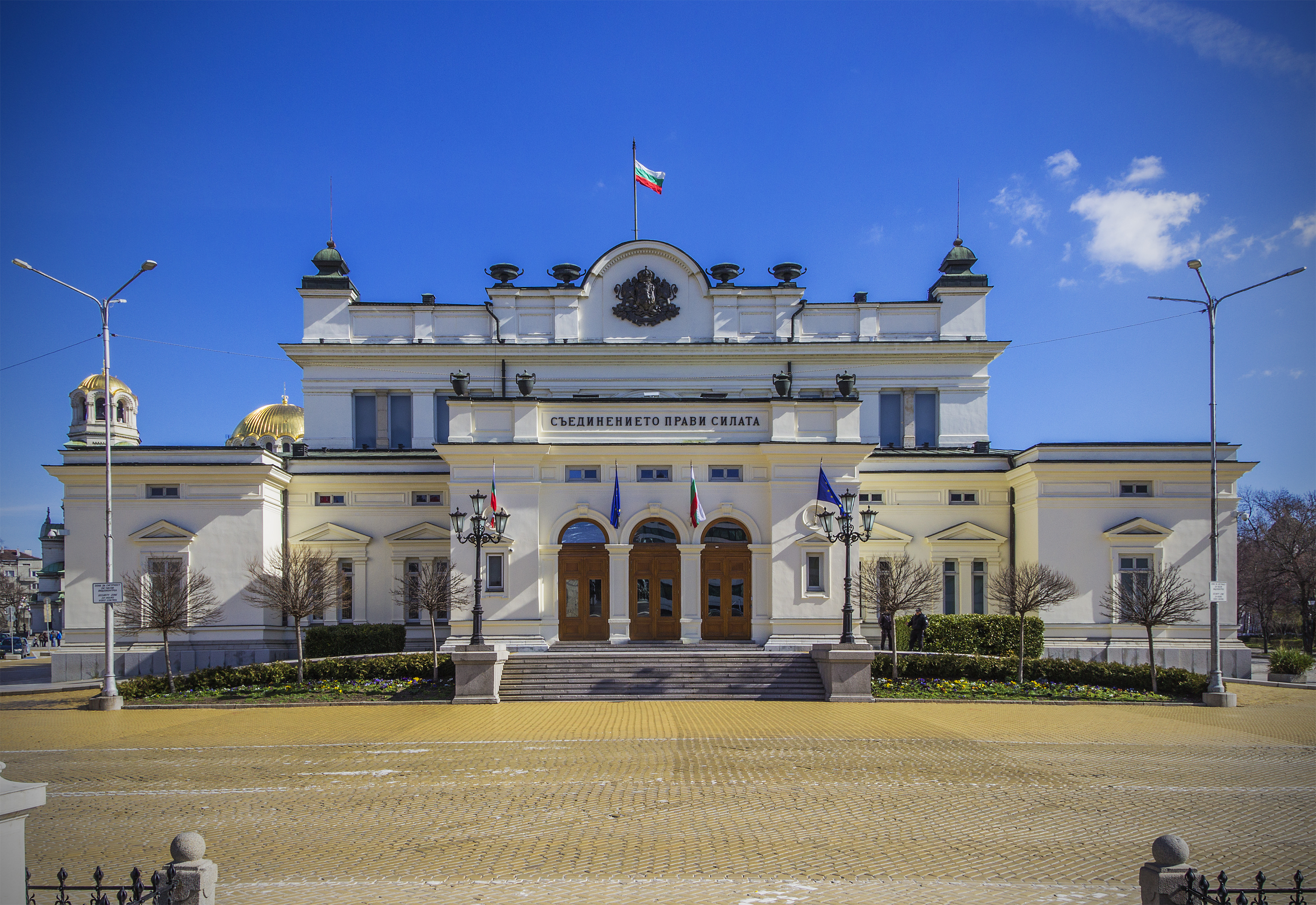
A bolgár parlament épülete Szófiában

A 2022-es bulgáriai parlamenti választást 2022. október 2-án fogják megtartani. Ez lesz a tizenharmadik parlamenti választás az ország történetében, egyben az ötödik alkalom, hogy előrehozott választást kell tartani.

## Előzmények
2021 novemberében már harmadjára kellett megismételni a parlamenti választásokat Bulgáriában. A választást a korrupcióellenes, európa-párti Folytatjuk a Változást (PP) nyerte, decemberben pedig megalakult a négypárti Petkov-kormány a Folytatjuk a Változást, a Bolgár Szocialista Párt, az ITN és a Demokratikus Bulgária koalíció részvételével, Kiril Petkov vezetésével.
2022. június 8-án az ITN kilépett a kormányból, az állami költségvetéssel fennálló nézeteltérésekre, a növekvő államadósságra és a korrupció elleni küzdelem lassú előrehaladására hivatkozva. Ezzel a Petkov-kormány elveszítette többségét a parlamentben. Két héttel később a kormány is megbukott, mert a legerősebb ellenzéki párt, a GERB bizalmatlansági indítványt nyújtott be, a szavazáson pedig a 240 képviselőből 123 a kormány ellen, 116 pedig a kormány mellett szavazott.
Végül augusztus 1-én Rumen Radev köztársasági elnök megjelölte a választás dátumát.

## Választási rendszer
A Nemzetgyűlés 240 tagját zárt listán, arányos képviselettel választják meg 31 választókerületből.
A választásokon a parlamenti küszöb 4%-os. Ez mind a pártokra, mind a koalícióra érvényes. A bolgár nemzetgyűlés tagjait négyévente választják meg, a képviselők 240 mandátumok osztozkodnak. A parlamenti frakció megalakításához legalább 10 képviselő kell.

## Közvélemény-kutatások
Az egyes pártok támogatottsága százalékban.
| Felmérés időpontja                | Cég            | Párt neve | Párt neve | Párt neve | Párt neve    | Párt neve | Párt neve | Párt neve | Párt neve | Párt neve | Párt neve | Párt neve    |
| Felmérés időpontja                | Cég            | PP        | GERB- SDS | DPS       | Újjászületés | BSZP      | DB        | BV        | ITN       | IBG-NI    | VMRO      | egyéb pártok |
| --------------------------------- | -------------- | --------- | --------- | --------- | ------------ | --------- | --------- | --------- | --------- | --------- | --------- | ------------ |
| Felmérés időpontja                | Cég            |           |           |           |              |           |           |           |           |           |           |              |
| 2022. június 25-július 1.         | Alpha          | 22,5      | 23,9      | 9,8       | 8,8          | 12,8      | 7,9       | 6         | 3,7       | N/A       | N/A       | 4,7          |
| 2022. július 2-10.                | Market Links   | 21,5      | 22,2      | 9,1       | 7,6          | 11,6      | 8,3       | 4,3       | 3,2       | N/A       | N/A       | 12,2         |
| 2022. július 5-12.                | Trend          | 21,4      | 23,6      | 10,7      | 9,6          | 9,8       | 6,9       | 5,7       | 3,8       | 1,6       | 1,1       | 2,8          |
| 2022. július 5-12.                | Market Links   | 20,9      | 24,5      | 12,6      | 9,2          | 11,9      | 9,1       | 4,3       | 3,1       | N/A       | N/A       | 4,8          |
| 2022. július 5-12.                | Trend          | 19,6      | 24,4      | 10,6      | 10,3         | 8,6       | 7,3       | 4,5       | 3,9       | 1,9       | 1,2       | 4,6          |
| 2022. augusztus 27.-szeptember 2. | Alpha Research | 18,9      | 25,3      | 11,8      | 10,3         | 10,6      | 8,1       | 4,5       | 4,2       | 2,2       | N/A       | 4,1          |
| 2022. augusztus 27.-szeptember 3. | Market Links   | 17,8      | 22,9      | 10,9      | 7,6          | 10,9      | 8,1       | 4,7       | 3,8       | N/A       | N/A       | 13,5         |
| 2022. augusztus 29.-szeptember 4. | Mediana        | 17,1      | 22,8      | 11,1      | 12,5         | 13,3      | 5,5       | 5,5       | 6,9       | 3,4       | N/A       | 1,9          |

## Eredmények
| Párt                                 | Párt                                     | Szavazatok száma | %     | Mandátumok száma | /  |
| ------------------------------------ | ---------------------------------------- | ---------------- | ----- | ---------------- | -- |
|                                      | GERB – Demokratikus Erők Szövetsége      | 634 649          | 24,48 | 67               | 8  |
|                                      | Folytatjuk a Változást                   | 506 071          | 19,52 | 53               | 14 |
|                                      | Mozgalom a Jogokért és Szabadságokért    | 344 625          | 13,29 | 36               | 2  |
|                                      | Újjászületés                             | 254 925          | 9,83  | 27               | 14 |
|                                      | Bolgár Szocialista Párt/BSZP Bulgáriáért | 232 947          | 8,98  | 25               | 1  |
|                                      | Demokratikus Bulgária                    | 186 511          | 7,19  | 20               | 4  |
|                                      | Bolgár Felemelkedés                      | 115 867          | 4,47  | 12               | 12 |
|                                      | ITN                                      | 96 065           | 3,70  | 0                | 25 |
|                                      | Állj Fel Bulgária! – Jövünk!             | 25 207           | 0,97  | 0                | ±0 |
|                                      | Belső-macedóniai Forradalmi Szervezet    | 20 177           | 0,78  | 0                | ±0 |
|                                      | Független Jelöltek Mozgalma              | 10 331           | 0,40  | 0                | ±0 |
|                                      | Egyéb pártok                             | 78 038           | 2,93  | 0                | ±0 |
| Összes szavazat                      | Összes szavazat                          | 2 593 047        | 100   | 240              | 0  |
|                                      |                                          |                  |       |                  |    |
| Érvényes szavazatok                  | Érvényes szavazatok                      | 2 593 046        | 99,67 |                  |    |
| Érvénytelen/üres szavazatok          | Érvénytelen/üres szavazatok              | 8650             | 0,33  |                  |    |
| Összes                               | Összes                                   | 2 601 696        | 100   |                  |    |
| Részvételi arány                     | Részvételi arány                         | 6 602 990        | 39,40 |                  |    |
| További: Bolgár Választási Bizottság |                                          |                  |       |                  |    |